# Ecología invernal de los insectos
La ecología invernal de los insectos explica sus estrategias de supervivencia durante el invierno, que en muchos aspectos son más parecidas a las de las plantas que a las de muchos otros animales, como mamíferos y aves. A diferencia de esos animales, que pueden generar su propio calor internamente (endotérmicos), los insectos deben depender de fuentes externas para obtenerlo (ectotermos). Así pues, los insectos que persisten en invierno deben tolerar la congelación o recurrir a otros mecanismos para evitarla. La pérdida de funciones enzimáticas y la eventual congelación debida a las bajas temperaturas amenazan diariamente la supervivencia de estos organismos durante el invierno. No es sorprendente que los insectos hayan desarrollado una serie de estrategias para hacer frente a los rigores de las temperaturas invernales en lugares donde, de otro modo, no sobrevivirían.
Los insectos han desarrollado dos amplias estrategias para sobrevivir al invierno como solución a su incapacidad para generar calor de forma metabólica. La migración consiste en evitar por completo las temperaturas que suponen una amenaza. Una alternativa a la migración es soportar las bajas temperaturas presentes en su hábitat normal. La tolerancia al frío de los insectos suele dividirse en dos estrategias: la evitación de la congelación y la tolerancia a la congelación.

## Migración
La migración de los insectos difiere de la de las aves. La migración de las aves es un movimiento bidireccional, de ida y vuelta, de cada individuo, mientras que no suele ser así en el caso de los insectos. Como consecuencia de la (normalmente) corta vida de los insectos, los insectos adultos que han completado una etapa del viaje pueden ser sustituidos por un miembro de la siguiente generación en el viaje de vuelta. Por ello, los biólogos especializados en invertebrados redefinen la migración de este grupo de organismos en tres partes:
1. Un movimiento persistente, en línea recta, alejándose de la zona natal
2. Comportamientos distintivos antes y después del desplazamiento
3. Redistribución de la energía corporal asociada al movimiento.

Esta definición permite considerar la migración como desplazamientos masivos de los insectos. Quizá la migración de los insectos más conocida sea la de la mariposa monarca. En Norteamérica, la monarca migra anualmente desde el norte de Canadá hacia el sur, hasta México y el sur de California, entre agosto y octubre. La población al este de las Montañas Rocosas pasa el invierno en Michoacán (México) y la población occidental en varios lugares de la costa central de California, especialmente en el Pacific Grove y Santa Cruz. El viaje de ida y vuelta suele durar unos 3.600 km. El vuelo de ida más largo registrado para las monarcas es de 3.009 km desde Ontario (Canadá) a San Luis Potosí (México). Utilizan la dirección de la luz solar y las señales magnéticas para orientarse durante la migración.
La monarca necesita mucha energía para realizar un vuelo tan largo, la cual obtiene de sus reservas de grasa. Cuando llegan a sus lugares de hibernación, inician un periodo de disminución del metabolismo. El néctar de las flores que obtienen en el lugar de hibernación les proporciona energía para la migración hacia el norte. Para limitar su consumo de energía, las monarcas se congregan en grandes grupos con el fin de mantener una temperatura adecuada. Esta estrategia, similar a la de los pequeños mamíferos, aprovecha el calor corporal de todos los organismos y reduce la pérdida de calor.
Otro insecto migrador invernal común, que se encuentra en gran parte de Norteamérica, Sudamérica y el Caribe, es el moscardón verde. Las rutas migratorias de esta especie de libélula están mucho menos estudiadas que las de las monarcas. Los moscardones verdes abandonan sus áreas de reproducción en el norte en septiembre y migran hacia el sur. Los estudios han observado una afluencia estacional de esta especie al sur de Florida, lo que indica un comportamiento migratorio. Se ha hecho poco seguimiento del moscardón verde, y no se conocen bien las razones de la migración, ya que hay poblaciones tanto residentes como migrantes. La causa común de la migración hacia el sur de esta especie es el comienzo del invierno.

## Tolerancia al frío
Los insectos que no emigran de regiones frías deben idear estrategias para tolerar o evitar la congelación letal de los fluidos corporales intracelulares y extracelulares. Los insectos que sobreviven a temperaturas bajo cero se clasifican generalmente como evitadores o tolerantes de la congelación. La estrategia general adoptada por los insectos difiere entre el hemisferio norte y el hemisferio sur. En las regiones templadas del hemisferio norte, donde se esperan temperaturas frías de forma estacional y generalmente durante largos periodos de tiempo, la estrategia principal es la evitación de la congelación. En las regiones templadas del hemisferio sur, donde las temperaturas frías estacionales no son tan extremas ni duraderas, la tolerancia a las heladas es más común. Sin embargo, en el Ártico, donde la congelación se produce estacionalmente y durante largos periodos de tiempo (más de 9 meses), también predomina la tolerancia a la congelación.

### Peligros de la congelación
La formación de hielo intracelular suele causar la muerte celular, incluso en especies tolerantes a la congelación, debido a las tensiones físicas ejercidas al expandirse los cristales de hielo. La formación de hielo en los espacios extracelulares aumenta la concentración de solutos en el fluido extracelular, lo que provoca el flujo osmótico de agua desde los espacios intracelulares a los extracelulares. Los cambios en la concentración de solutos y la deshidratación pueden causar cambios en la actividad enzimática y provocar la desnaturalización de las proteínas. Si la temperatura sigue bajando, el agua que se extrajo de las células también se congelará, lo que provocará una mayor contracción celular. Una contracción celular excesiva es peligrosa porque, a medida que se forma hielo fuera de la célula, las posibles formas que pueden adoptar las células son cada vez más limitadas, lo que provoca deformaciones perjudiciales. Por último, la expansión del hielo dentro de los vasos y otros espacios puede causar daños físicos a estructuras y tejidos.

### Evitar la congelación
Los insectos que evitan la congelación no pueden tolerar la formación interna de hielo, por lo que evitan la congelación reduciendo la temperatura a la que se congelan sus fluidos corporales. Esto se consigue mediante el superenfriamiento, proceso por el que un líquido se enfría por debajo de su punto de congelación sin cambiar de fase y convertirse en sólido. Para que el agua se congele, debe existir un núcleo sobre el que pueda empezar a crecer un cristal de hielo. A bajas temperaturas, los núcleos pueden surgir espontáneamente de agrupaciones de moléculas de agua de movimiento lento. Por otra parte, las sustancias que facilitan la agregación de moléculas de agua pueden aumentar la probabilidad de que alcancen el tamaño crítico necesario para la formación del hielo. Si no se introduce ninguna fuente de nucleación, el agua puede enfriarse hasta -48 °C sin congelarse. Por tanto, cuando un insecto mantiene sus fluidos corporales en un estado de superenfriamiento, existe el riesgo de que se produzca la nucleación espontánea del hielo. La temperatura a la que un insecto se congela espontáneamente se denomina punto de superenfriamiento (PCS). En el caso de los insectos que evitan la congelación, se considera que el PCS equivale a la temperatura letal inferior (TLBI) del organismo.
El proceso de congelación suele iniciarse extracelularmente en el intestino, los tejidos o la hemolinfa. Para sobreenfriarse a temperaturas más bajas, los insectos que evitan la congelación eliminan o inactivan los agentes nucleantes de hielo (INA), como partículas de alimentos, partículas de polvo y bacterias, que se encuentran en el intestino o en los compartimentos intracelulares de estos organismos. La eliminación del material nucleador de hielo del intestino puede lograrse dejando de alimentarse, limpiando el intestino y eliminando los nucleadores de hielo lipoproteicos (LPIN) de la hemolinfa.
La congelación también puede iniciarse por el contacto externo con el hielo (congelación inoculativa). Por lo tanto, algunos insectos evitan la congelación seleccionando un lugar de hibernación seco en el que no pueda producirse la nucleación de hielo de una fuente externa. Los insectos también pueden tener una barrera física, como una cutícula recubierta de cera, que proporciona protección contra el hielo externo a través de la misma. La etapa de desarrollo en la que un insecto pasa el invierno varía según la especie, pero puede ocurrir en cualquier punto del ciclo de vida (es decir, huevo, pupa, larva y adulto). Algunas especies de Collembola toleran el frío extremo desprendiéndose del intestino medio durante la muda.

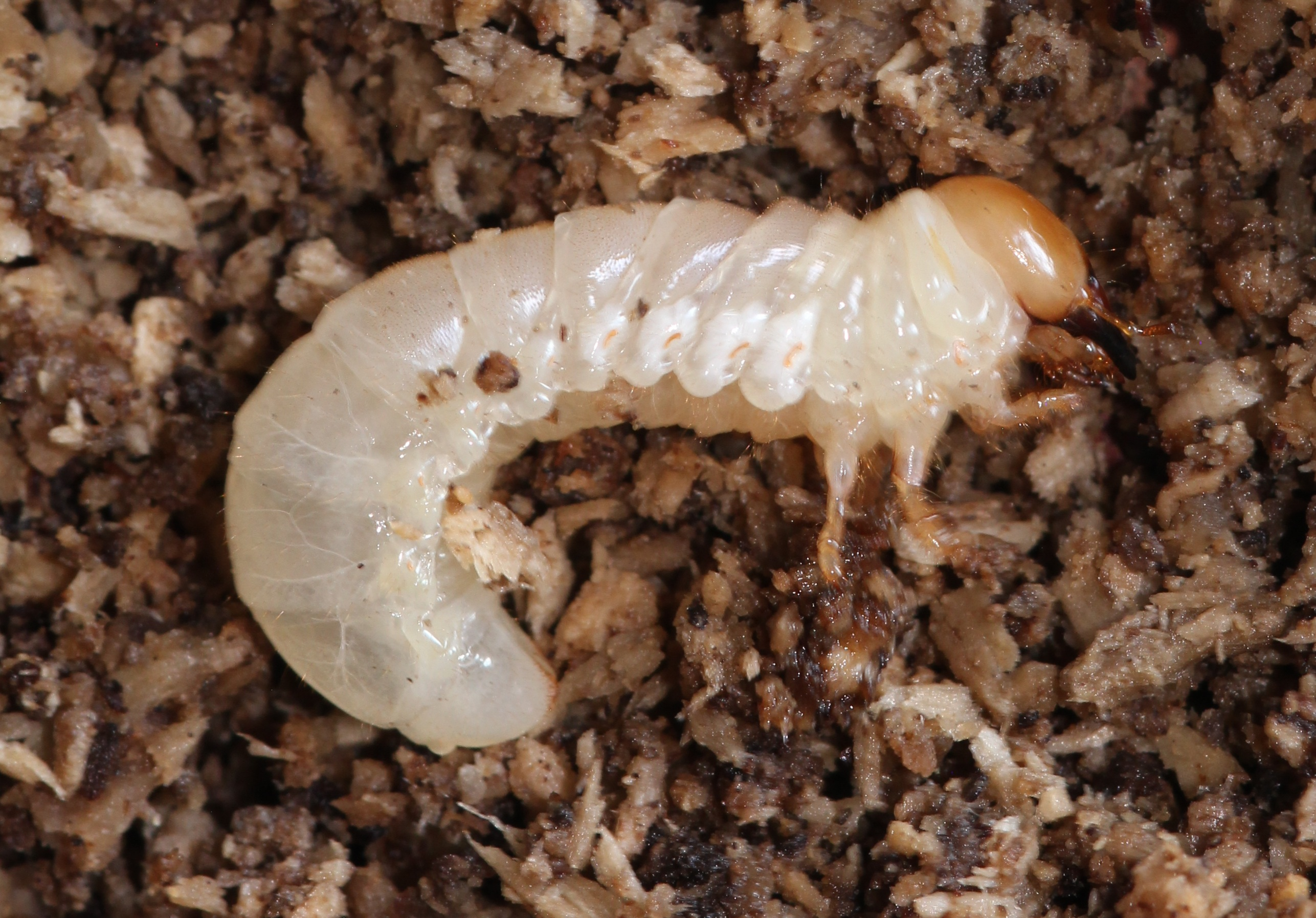
Larva del ciervo volante menor que pasa el invierno

Además de los preparativos físicos para el invierno, muchos insectos también alteran su bioquímica y metabolismo. Por ejemplo, algunos insectos sintetizan crioprotectores como polioles y azúcares, que reducen la CPS de todo el cuerpo. Aunque también se pueden encontrar polioles como el sorbitol, el manitol y el etilenglicol, el glicerol es con diferencia el crioprotector más común y puede equivaler al ~20% de la masa corporal total. El glicerol se distribuye uniformemente por la cabeza, el tórax y el abdomen de los insectos, y se encuentra en igual concentración en los compartimentos intracelular y extracelular. Se cree que el efecto reductor del glicerol sobre el punto de superenfriamiento se debe a la elevada viscosidad de las soluciones de glicerol a bajas temperaturas. Esto inhibiría la actividad del INA y los PEC descenderían muy por debajo de la temperatura ambiental. A temperaturas más frías (por debajo de 0 °C), se cohíbe la producción de glucógeno y se potencia la descomposición del glucógeno en glicerol, lo que hace que los niveles de glicerol en los insectos que evitan la congelación alcancen niveles cinco veces superiores a los de los insectos tolerantes a la congelación, que no necesitan hacer frente a periodos prolongados de temperaturas frías.
Aunque no todos los insectos que evitan la congelación producen polioles, todos los que hibernan producen factores de histéresis térmica (THF). Por ejemplo, la hemolinfa del escarabajo de la harina Tenebrio molitor contiene una familia de proteínas de este tipo. Un mecanismo de sincronización fotoperiódica estacional es responsable del aumento de los niveles de proteínas anticongelantes, alcanzando las concentraciones máximas en invierno. En el escarabajo pirocoide Dendroides canadensis, un fotoperiodo corto de 8 horas de luz y 16 de oscuridad da lugar a los niveles más altos de THF, lo que se corresponde con el acortamiento de las horas de luz asociadas al invierno. Se cree que estas proteínas anticongelantes estabilizan las PCS al unirse directamente a las estructuras superficiales de los propios cristales de hielo, disminuyendo el tamaño y el crecimiento de los cristales. Por tanto, en lugar de actuar para cambiar la bioquímica de los fluidos corporales como ocurre con los crioprotectores, las THF actúan directamente con los cristales de hielo al adsorberse a los cristales en desarrollo para cohibir su crecimiento y reducir la posibilidad de que se produzca una congelación letal.

### Tolerancia a la congelación
La tolerancia a la congelación en los insectos se refiere a la capacidad de algunas especies para sobrevivir a la formación de hielo en sus tejidos. Los insectos que han desarrollado estrategias de tolerancia a la congelación consiguen evitar el daño tisular controlando dónde, cuándo y en qué medida se forma el hielo. A diferencia de los insectos que evitan la congelación, capaces de existir en condiciones de frío mediante el superenfriamiento, los insectos tolerantes a la congelación limitan el superenfriamiento e inician la congelación de sus fluidos corporales a temperaturas relativamente altas. Algunos insectos lo consiguen mediante la congelación inoculativa, mientras que otros producen crioprotectores para controlar la velocidad de formación de hielo. La congelación a temperaturas más altas es ventajosa porque la velocidad de formación de hielo es más lenta, lo que da tiempo al insecto para adaptarse a los cambios internos que resultan de la formación de hielo.
La mayoría de las especies tolerantes a la congelación limitan la formación de hielo a los espacios extracelulares, ya que la formación de hielo intracelular suele ser letal. Sin embargo, algunas especies son capaces de tolerar la congelación intracelular. Esto se descubrió por primera vez en las células del cuerpo graso de la mosca de las agallas Eurosta solidaginis. El cuerpo graso es un tejido de los insectos importante para el metabolismo de lípidos, proteínas y carbohidratos (similar al hígado de los mamíferos). Aunque no se sabe con certeza por qué la congelación intracelular está limitada al tejido del cuerpo graso en algunos insectos, hay pruebas de que puede deberse al bajo contenido en agua de las células del cuerpo graso.
Aunque en los insectos predominan las estrategias para evitar las heladas, la tolerancia a las congelaciones ha evolucionado al menos seis veces dentro de este grupo (en los Lepidoptera, Blattodea, Diptera, Orthoptera, Coleoptera e Hymenoptera). Algunos ejemplos de insectos tolerantes a la congelación son: el oso lanudo, Pyrrharctia isabella; el mosquito no volador, Belgica antarctica; la weta arbórea alpina, Hemideina maori; y la cucaracha alpina, Celatoblatta quinquemaculata.
La tolerancia a la congelación es más frecuente en los insectos del hemisferio sur (85% de las especies estudiadas) que en los del hemisferio norte (29% de las especies estudiadas). Se ha sugerido que esto puede deberse a la mayor inestabilidad climática del hemisferio sur, donde los insectos deben ser capaces de sobrevivir a repentinas olas de frío y, al mismo tiempo, aprovechar el clima cálido fuera de temporada. Esto contrasta con el hemisferio norte, donde el tiempo predecible hace que sea más ventajoso pasar el invierno después de un extenso período de preparación al frío estacional.

### Nucleadores de hielo
Se sabe que los insectos tolerantes a la congelación producen proteínas nucleadoras de hielo. La producción regulada de proteínas nucleadoras de hielo permite a los insectos controlar la formación de cristales de hielo dentro de sus cuerpos. Cuanto más baja es la temperatura corporal de un insecto, más probable es que el hielo comience a formarse espontáneamente. Incluso los animales tolerantes a la congelación no pueden tolerar una congelación total y repentina; para la mayoría de los insectos tolerantes a la congelación es importante que eviten el superenfriamiento e inicien la formación de hielo a temperaturas relativamente cálidas, lo que permite al insecto moderar el ritmo de crecimiento del hielo y ajustarse más lentamente a las presiones mecánicas y osmóticas impuestas por la formación de hielo.
Las proteínas nucleantes pueden ser producidas por el insecto o por microorganismos que se han unido a los tejidos del insecto. Estos microorganismos poseen proteínas dentro de sus paredes celulares que funcionan como núcleos para el crecimiento del hielo.
La temperatura a la que un determinado nucleador de hielo inicia la congelación varía de una molécula a otra. Aunque un organismo puede poseer varias proteínas nucleadoras de hielo diferentes, sólo las que inician la congelación a la temperatura más alta pueden catalizar la nucleación del hielo. Una vez iniciada la congelación, el hielo se extenderá por todo el cuerpo del insecto.

### Crioprotectores
La formación de hielo en el líquido extracelular provoca un movimiento global de agua fuera de las células, fenómeno conocido como ósmosis. Como una deshidratación excesiva puede ser peligrosa para las células, muchos insectos poseen altas concentraciones de solutos como el glicerol. El glicerol es una molécula relativamente polar y, por tanto, atrae moléculas de agua, modificando el equilibrio osmótico y reteniendo parte del agua dentro de las células. Como resultado, los crioprotectores como el glicerol disminuyen la cantidad de hielo que se forma fuera de las células y reducen la deshidratación celular. Los crioprotectores de insectos también son importantes para las especies que evitan la congelación; véase la descripción anterior.

## Localizaciones de los insectos que hibernan
Los insectos están bien escondidos en invierno, pero hay varios lugares en los que se pueden encontrar con seguridad. Las mariquitas practican la hibernación comunitaria apilándose unas sobre otras en tocones y bajo las rocas para compartir el calor y protegerse de las temperaturas invernales. La hembra del saltamontes de cuernos largos (familia Tettigoniidae), en un intento de mantener sus huevos a salvo durante el invierno, hace túneles en el suelo y deposita sus huevos lo más profundo posible. Muchos otros insectos, incluidas varias mariposas y polillas, también pasan el invierno en el suelo en estado de huevo. Algunos escarabajos adultos hibernan bajo tierra durante el invierno; muchas moscas pasan el invierno en el suelo en forma de pupa. El mosquito de la malaria occidental pasa el invierno en estado adulto, viajando entre varias estructuras humanas durante el invierno. Otros métodos de hibernación incluyen la habitación en la corteza, donde los insectos anidan más hacia el lado sur del árbol para obtener el calor que proporciona el sol. Los capullos, las agallas y el parasitismo también son métodos comunes de hibernación.

## Insectos acuáticos
Los insectos que viven bajo el agua tienen estrategias distintas a las de los insectos terrestres para hacer frente a la congelación. Muchas especies de insectos sobreviven al invierno no como adultos en tierra, sino como larvas bajo la superficie del agua. Bajo el agua, muchos invertebrados bentónicos experimentan temperaturas bajo cero, sobre todo en pequeños arroyos. Los insectos acuáticos han desarrollado una tolerancia a la congelación muy parecida a la de sus compañeros terrestres. Sin embargo, evitar la congelación no es una opción para los insectos acuáticos, ya que la presencia de hielo en su entorno puede provocar la nucleación de hielo en sus tejidos.: 148 Los insectos acuáticos tienen puntos de superenfriamiento típicamente alrededor de -3º a -7 °C.: 149  Además de emplear la tolerancia a la congelación, muchos insectos acuáticos migran a zonas más profundas de la masa de agua donde las temperaturas son más altas que en la superficie. Insectos como las moscas de la piedra, las moscas de mayo, las moscas caddis y las libélulas son insectos acuáticos comunes que hibernan. Las larvas de la mosca de la danza tienen el punto de superenfriamiento más bajo registrado para un insecto acuático, el cual es -22 °C.: 149 